# Зулфия Камалова
Зулфия Назиповна Камалова (на татарски: Зөлфия Нәсип кызы Камалова или Zölfiä Näcip qízí Kamalova; 8 август 1969, Сарапул) е съветска и австралийска певица от татарски произход.
Лауреат на многобройни конкурси за музика в стила world music. „Певица на годината“ за 2001 г. в Австралия, най-добър изпълнител в жанра World music за 2002 г.

## Биография
Зулфия Камалова е родена в град Сарапул (Удмуртия). Започва да се занимава с музика на 9-годишна възраст.. След като завършва гимназия, влиза във Факултета по чужди езици на Пермския университет. През 1991 г. отива в Калифорния (САЩ) на студентска размяна, където се омъжва за австралиец и се премества да живее с него в Австралия. Първоначално семейството се установява в Хобарт, на остров Тасмания.
6 години след пристигането си в Австралия, Зулфия записва първия си албум, който включва песни на руски, френски, цигански, португалски, испански и английски. 
Албумът ѝ „3 нощи“, записан през 2007 г., на татарски, руски и английски език, получава наградата на Австралийската асоциация на звукозаписната индустрия (австралийският еквивалент на Грами). Композиции от албума се задържат в продължение на 16 седмици в десетте най-големи европейски класации, което дотогава не се е случвало на друг албум в историята на австралийската музика.
Живее със съпруга и дъщеря си Зифа (р. 2006).

## Дискография
- 1997: Journey of Voice
- 1999: Aloukie
- 2002: Elusive (преиздаден през 2007 г.)
- 2005: The Waltz of Emptiness
- 2007: 3 Nights
- 2010: Tales of Subliming